# Coline Ballet-Baz
Coline Ballet-Baz (ur. 8 stycznia 1991 w Fontaine-lès-Dijon) – francuska narciarka dowolna, specjalizująca się w slopestyle'u i big air. W zawodach Pucharu Świata zadebiutowała 8 lutego 2013 roku w Silvaplanie, zajmując siedemnaste miejsce w slopestyle'u. Tym samym już w swoim debiucie zdobyła pierwsze pucharowe punkty. Na podium zawodów pucharowych po raz pierwszy stanęła 28 stycznia 2017 roku w Seiser Alm, zajmując drugie miejsce w slopestyle'u. Rozdzieliła tam Szwajcarkę Sarah Höfflin oraz Caroline Claire z USA. Najlepsze wyniki osiągnęła w sezonie 2016/2017, kiedy to zajęła 20. miejsce w klasyfikacji generalnej, a w klasyfikacji slopestyle'u była trzecia. W 2015 roku wystartowała na mistrzostwach świata w Kreischbergu, zajmując dziesiąte miejsce. Podczas rozgrywanych dwa lata później mistrzostw świata w Sierra Nevada była dziewiąta.

## Osiągnięcia

### Mistrzostwa świata
| Miejsce | Dzień       | Rok  | Miejscowość   | Konkurencja | Zwycięzca       |
| ------- | ----------- | ---- | ------------- | ----------- | --------------- |
| 10.     | 21 stycznia | 2015 | Kreischberg   | Slopestyle  | Lisa Zimmermann |
| 9.      | 19 marca    | 2017 | Sierra Nevada | Slopestyle  | Tess Ledeux     |
| 14.     | 2 lutego    | 2019 | Park City     | Big Air     | Tess Ledeux     |

### Puchar Świata

#### Miejsca w klasyfikacji generalnej
- sezon 2012/2013: 176.
- sezon 2013/2014: 141.
- sezon 2014/2015: 87.
- sezon 2016/2017: 20.
- sezon 2017/2018: 70.
- sezon 2018/2019: 75.

#### Miejsca na podium w zawodach
1. Seiser Alm – 28 stycznia 2017 (slopestyle) – 2. miejsce
2. Mediolan – 18 listopada 2017 (big air) – 1. miejsce